# Esa muchacha de ojos café
Esa muchacha de ojos café es una telenovela venezolana producida y emitida por Venevisión entre los años 1986 y 1987, bajo la producción de Arnaldo Limanski y Valentina Párraga, de la pluma del escritor Fausto Verdial, y protagonizada por Alba Roversi y Carlos Olivier.

## Argumento
Amelia San José tiene dos hijos: Chuíto y Carita (Alba Roversi). Amelia es dueña de un negocio: Bar "El campeón". Por una falsa denuncia, Amelia es encarcelada. Chuíto y Carita se refugian en casa de Angélica Subero, conocida como Doña Brava. Angélica Subero, aunque vive en el barrio popular donde habita Carita, es miembro de una rica familia: la dinastía de los Subero, cuya familia la componen Daniel Subero, Graciela de Subero y sus dos hijos adoptados: María Gracia y Miguel. Graciela es una mujer apasionada y celosa que cerca a su marido obsesionada por la idea de que en la vida de éste existe otra mujer. Muy convincentemente, Daniel lo niega, pero esa mujer si existe y es la persona de confianza en la empresa llamada Belén Leirado que es también amiga de la esposa. Una rama olvidada de los Subero por problemas habidos en el pasado está desheredada injustamente de la fortuna de la familia. El único miembro de esa rama desheredada es Juan Pedro Subero (Carlos Olivier), que al fallecer sus padres decide ir a la ciudad a reivindicar sus derechos. En efecto lo hace, llega la casa de su tía Angélica en el barrio popular. Es allí donde conoce a Carita, en rivalidad con su primo Miguel, creándose con ello un triángulo amoroso.

## Elenco
- Alba Roversi - Caridad San José "Carita"
- Carlos Olivier - Juan Pedro Subero
- Elluz Peraza - María Gracia Subero
- Aroldo Betancourt - Miguel Subero
- Daniel Alvarado - Daniel Subero
- Miriam Ochoa - Belén Leirado

Con Las Primeras Actrices
- Irene Arcila - Angélica Subero "Doña Brava"
- María Cristina Lozada - Graciela Oteiza de Subero "Grachi"
- Agustina Martín - Amelia San José
- Yolanda Méndez - Sol Patria Oteiza

Con Los Primeros Actores
- Freddy Galavis - Perecito
- Javier Díaz - Luis García Bravo
- Enrique Alzugaray - Garmendia

Con Las Actuaciones Especiales de
- Angélica Arenas - Patricia
- Laura Zerra - Maigualita Ferranz "Maigualida"
- Mirtha Pérez
- Henry Salvat - Fermín
- Alejo Felipe - Gabriel Subero
- Patricia Noguera - Alexa
- Betty Ruth - Lourdes
- Ernesto Balzi - Reynaldo Llamosas
- Carlos Carrero - Chuíto
- Alma Ingianni - Mabel
- Carlos Subero - Francisco Oteiza
- Zulma López
- Judith Vásquez - Fátima Arguedes

Y Con Ellos Los Primeros Actores
- Soraya Sanz - Florita
- Sandra Dalton
- Yadira Santana - Elba Machado
- Marilín Sánchez
- Saúl Arocha
- Gerónimo Gómez
- Francisco Ferrari - Pelayo
- Jessica Dell' Ovo - Danielita Subero
- Néstor Álvarez
- Elizabeth Quintanales
- Bienvenido Roca

Actores Invitados
- Virginia Vera
- Alberto Briseño
- Ana María Plaiglacci
- Heriberto Escalona
- María Elena Heredia - Agripina
- Pura Garciga

Y Los Jovenes
- Frank Moreno
- Moisés Correa
- Arturo Maitín
- Miguel David Díaz
- Soraya Siverio
- Germán Adams
- Carmen Pirela
- Esther Parra

## Producción
Escrita por: 
Fausto Verdial 
Mariela Romero 
Carmelo Castro 
Productores ejecutivos:
Arnaldo Limanski 
Valentina Parraga 
Dirección general:
Renato Gutiérrez 
José A. Ferrara 
- Datos: Q24960296